# Ścieżka zagłady
Ścieżka zagłady (ang. Path of Destruction) – amerykański film science fiction z 2005 roku w reżyserii Stephena Fursta.

## Opis fabuły
Alaska. Na platformie wiertniczej dochodzi do eksplozji. Wskutek wybuchu uwalniają się niebezpieczne nanoroboty, które zaczynają zagrażać ludzkości. Dziennikarka Katherine Stern (Danica McKellar) i naukowiec Nathan McCain (Chris Pratt) próbują zapobiec inwazji niszczycielskich maszyn.

## Obsada
- Danica McKellar jako Katherine Stern
- David Keith jako Roy Stark
- Chris Pratt jako Nathan McCain
- Stephen Furst jako Terry
- Franklin Dennis Jones jako pułkownik Thomas Miller
- Richard Wharton jako doktor Van Owen